# Mistrovství světa v biatlonu 2025
Mistrovství světa v biatlonu se konalo ve dnech 11.–23. února 2025 ve švýcarském Lenzerheide. Bylo to poprvé, kdy toto biatlonové středisko pořádá biatlonové mistrovství světa – dosud se zde konaly jen závody nižší soutěže v rámci IBU Cupu, Mistrovství Evropy v biatlonu 2023 a zastávka Světového poháru v biatlonu v prosinci 2023.
Naposledy v něm startoval pětinásobný vítěz celkového hodnocení světového poháru, Nor Johannes Thingnes Bø, který už před mistrovstvím oznámil, že tato sezóna je jeho poslední. Byl nejúspěšnějším z mužů, když vyhrál tři závody a v jednom získal bronzovou medaili. Mezi ženami byla lepší Julia Simonová, která získala čtyři zlaté medaile.
Pořadí národů zvítězili francouzské biatlonistky a biatlonisté, kteří získali celkem 13 medailí, z toho 6 zlatých.
Český tým zde vybojoval jednu medaili v úvodním závodě – smíšené štafetě, když dojel na druhém místě. Jednalo se o první medaili z mistrovství světa po čtyřech letech.

## Volba pořadatele
O pořadateli se hlasovalo na kongresu Mezinárodní biatlonové unie 14. listopadu 2020, který z důvodů koronavirové krize proběhl elektronickou formou. Protikandidátem byl běloruský Minsk s biatlonovým stadionem v Raubiči.

## Česká účast
Na konci ledna oznámili trenéři první jisté účastníky – podle schválených nominačních kritérií to byli vždy první tři závodníci a závodnice v aktuálním pořadí světového poháru. Vzhledem k neúčasti Markéty Davidové reprezentují z žen Tereza Voborníková, Jessica Jislová a Lucie Charvátová. V mužské části to jsou Michal Krčmář, Jonáš Mareček a Vítězslav Hornig. Z rozhodnutí trenérů k nim přibyl ještě Adam Václavík. Zbylá místa určili trenéři po mistrovství Evropy, které se konalo v italském Martellu. K ženám se přidaly Kristýna Otcovská a Kateřina Pavlů (která měla být v pozici necestující náhradnice), k mužům Tomáš Mikyska.
Příprava ženského a mužského týmu na mistrovství probíhala v tomto roce odděleně. Muži měli několik dní volna, pak se vrátili do Anterselvy, odkud 9. února přejeli přímo do dějiště mistrovství světa. Ženy jely z Anterselvy přímo do rakouského biatlonového střediska v Obertilliachu, odkud se přesunuli na mistrovství světa.
V průběhu mistrovství realizační tým rozhodl o povolání dvou juniorek, které by měly být k dispozici pro štafetu žen. Šla o původně nominovanou náhradníci Kateřinu Pavlů a 19letou Ilonu Plecháčovou. Obě ve světovém poháru do té doby nezávodily a účastnily se pouze několika závodů v nižší soutěži - IBU Cupu. „Reagujeme nejen na výsledky v týmu, ale samozřejmě i na zdravotní stav Kristýny Otcovské,“ vysvětlil to sportovní ředitel Českého svazu biatlonu Ondřej Rybář.
| Závodnice/Závodník | SP  | SZ  | HZ  | IZ  | ŠT  | SŠT | SZD |
| ------------------ | --- | --- | --- | --- | --- | --- | --- |
| Lucie Charvátová   | 39. | 50. | –   | 63. | –   | –   | –   |
| Jessica Jislová    | 54. | 36. | –   | 36. | 12. | 2.  | –   |
| Kateřina Pavlů     | –   | –   | –   | –   | 12. | –   | –   |
| Kristýna Otcovská  | DNF | –   | –   | 80. | –   | –   | –   |
| Ilona Plecháčová   | –   | –   | –   | –   | 12. | –   | –   |
| Tereza Voborníková | 71. | –   | –   | 24. | 12. | 2.  | 14. |
| Vítězslav Hornig   | 29. | 22. | -   | 27. | 6.  | 2.  | 14. |
| Michal Krčmář      | 23. | 23. | 23. | 8.  | 6.  | 2.  | –   |
| Jonáš Mareček      | 38. | 29. | –   | 83. | 6.  | –   | –   |
| Tomáš Mikyska      | –   | –   | –   | 63. | 6.  | –   | –   |
| Adam Václavík      | 74. | –   | –   | –   | –   | –   | –   |

## Program
Na programu mistrovství byly všechny disciplíny, které se běžně jezdí v závodech světového poháru. Muži i ženy absolvovali sprinty, stíhací závody, vytrvalostní závody, závody s hromadným startem a štafety. Společně jeli smíšenou štafetu a smíšený závod dvojic.	
| Den | Datum     | Disciplína                       | Začátek (SEČ) | Počet závodníků |
| --- | --------- | -------------------------------- | ------------- | --------------- |
| St  | 12. února | Smíšená štafeta                  | 14:30         | 24 týmů         |
| Pá  | 14. února | Sprint (ženy)                    | 15:05         | 92              |
| So  | 15. února | Sprint (muži)                    | 15:05         | 98              |
| Ne  | 16. února | Stíhací závod (ženy)             | 12:05         | 58              |
| Ne  | 16. února | Stíhací závod (muži)             | 15:05         | 60              |
| Út  | 18. února | Vytrvalostní závod (ženy)        | 15:05         | 93              |
| St  | 19. února | Vytrvalostní závod (muži)        | 15:05         | 97              |
| Čt  | 20. února | Smíšený závod dvojic             | 16:05         | 27 týmů         |
| So  | 22. února | Štafeta (ženy)                   | 12:05         | 22 týmů         |
| So  | 22. února | Štafeta (muži)                   | 15:05         | 23 týmů         |
| Ne  | 23. února | Závod s hromadným startem (ženy) | 13:45         | 30              |
| Ne  | 23. února | Závod s hromadným startem (muži) | 16:05         | 30              |

## Průběh závodů

### Smíšená štafeta
Vítězem se stala francouzská štafeta, která obhájila vítězství z předchozího roku. Český tým obsadili druhé místo, na třetím místě dojeli Němci.

### Sprinty
Vítězkou se stala Francouzka Justine Braisazová-Bouchetová. Stupně vítězů doplnily Němka Franziska Preussová a Finka Suvi Minkkinenová. Češkám se závod nepovedl – nejlépe dojela Lucie Charvátová, která udělala celkem čtyři střelecké chyby a dojela na 39. pozici.
Také ve sprintu mužů, který se jel za slunečného počasí, se do čela dostal nejdříve domácí závodník Sebastian Stalder. O půl minuty ho pak předstihl čistě střílející naturalizovaný Američan Campbell Wright. Za něj se pak o 10 vteřin zařadil Francouz Quentin Fillon Maillet, který nezasáhl jeden terč při střelbě vleže, ale pak střílel čistě a jeho rychle. Mezitím už rozjížděl svůj závod Nor Johannes Thingnes Bø. Střílel čistě, na každém mezičase byl nejrychlejší a z poslední střelby odjížděl z 13vteřinovým náskokem na Wrighta. Tento náskok ještě navýšil a dojel téměř o půl minuty první. Dosáhl tak svého celkově 21. vítězství na mistrovství světa, čímž o jeden titul překonal svého krajana Ole Einera Bjørndalena.
Všichni čeští reprezentanti udělali jednu chybu při první střelbě. Michal Krčmář a Jonáš Mareček pak vstoje zastřeli čistě. Rychleji běžící Krčmář dojel do cíle na 23. místě, pomalejší Mareček skončil 15 pozice za ním. Vítězslav Hornig přidal ještě jeden nezasažený terč při střelbě vstoje a zařadil se mezi ně na 29. místo. Nejhůře dojel Adam Václavík, který vstoje nesestřelil ani jeden terč a ze 74. místa jako jediný z Čechů nepostoupil do stíhacího závodu.

### Stíhací závody
Vítězkou se stala díky bezchybné střelbě Němka Franziska Preussová první zlatou individuální medaili v kariéře. Na stupních vítězek ji doplnily Švédka Elvira Öbergová a vítězka sprintu Justine Braisazová-Bouchetová. Nejlepší Češkou byla 38. Jessica Jislová.
Ve stíhacím závodu mužů si po startu udržoval Johannes Thingnes Bø vedoucí postavení, přestože stejně jako druhý Američan Campbell Wright nezasáhl při první střelbě jeden terč. Až do třetí střelby pak oba jeli s odstupem v tomto pořadí; zde Johannes Bø opět minul jeden terč, a tak se mu bezchybně střílející Wright přiblížil na devět vteřin. Nor však jel o trochu rychleji, a tak po čtvrté bezchybné střelbě byl mezi nimi opět odstup čtvrt minuty. V posledním kole se Wright přiblížil Johannesi Bø na osm vteřin, ale ten si vítězství pohlídal. Na třetím místě skončil Francouz Éric Perrot, který nezasáhl celkově jeden terč, ale jel nejrychleji ze všech.
Z českých reprezentantů se na 22. místě umístil Vítězslav Hornig s celkově dvěma střeleckými chybami. Michal Krčmář nezasáhl o jeden terč více a dojel těsně za ním. Bezchybná střelba se podařila Jonáši Marečkovi, který však jel pomaleji. Přesto se oproti startu posunul o 9 míst na 29. pozici.

### Vytrvalostní závody
Závod žen se jel se za slunečného počasí a při slabém větru, ale hodně závodnic chybovalo. I proto se v čele průběžných pořadí dlouho udržovaly méně známé biatlonistky – například bezchybně střílející Němka Johanna Puffová. Tu pak předstihla Švédka Ella Halvarssonová, která také zasáhla všechny terče. Před ní se po třetí střelbě dostala Francouzka Julia Simonová, která sice při poslední položce jeden terč nezasáhla, ale jela rychleji, v cíli byla o více než půl minuty před Švédkou a zvítězila. V lepším čase než Halvarssonová pak přijížděly na poslední střelbu Němka Franziska Preussová a Švédka Elvira Öbergová. Udělaly však jednu, respektive dvě chyby, a klesly na 6. a 10. místo v cíli. Halvarssonovou nepředstihla ani další Francouzka Lou Jeanmonnotová, která nezasáhla jeden terč při první střelbě, ale pak jela rychle. Halvarssonová tak získala stříbrnou medaili a Jeanmonnotová bronzovou.
Z českých reprezentantek dojela nejlépe Tereza Voborníková, která nezasáhla jeden terč při první a při poslední střelbě a dojela na 24. místě. O 12 pozic za ní skončila Jessica Jislová, která udělala taky dvě střelecké chyby, ale běžela pomaleji. Lucie Charvátová i Kristýna Otcovská minuly každá šest terčů a skončily na 63. a 80. místě. Žádná z českých biatlonistek se neprobojovala do závodu s hromadným startem.
Závod mužů se jel za podobného počasí jako závod žen a také se v něm při střelbě hodně chybovalo. V cíli se nejdříve udržoval první domácí reprezentant Niklas Hartweg. Francouz Éric Perrot nezasáhl jeden terč při druhé střelbě, ale jel nejrychleji ze všech a z poslední střelecké položky odjížděl téměř dvě minuty před Švýcarem. Čistě střílející Ital Tommaso Giacomel pak přijížděl na poslední střelbu půl minuty před Perrotem, ale nezasáhl jeden terč. Těsně za Giacomelem startoval Michal Krčmář. První tři položky zastřílel čistě a na poslední střelbu přijížděl na třetím místě 20 vteřin před Hartwegem. Zde však nezasáhl dva terče a v cíli skončil osmý. „Jedeš třetí, jedeš třetí, jedeš třetí. Hrozně se mi [ta informace] dostala do hlavy a nedokázal jsem se od ní oprostit,“ přiznal po závodě. Za vítězného Perrota a druhého Giacomela se pak na třetí místo probojoval přes tři střelecké omyly další Francouz Quentin Fillon Maillet. Závod se nevydařil vítězi předchozího sprintu a stíhacího závodu, Noru Johannesi Thingnesi Bø, který udělal pet střeleckých chyb a dojel dvacátý.
Další čeští závodníci běželi většinou rychle, ale střelecky se jim nedařilo. Nejlepší z nich byl 27. Vítězslav Hornig, který chyboval na střelnici čtyřikrát. Tomáš Mikyska se šesti nezasaženými terče dojel na 63. místě a Jonáš Mareček, který udělal sedm střeleckých chyb, skončil o 20 pozic za ním. Do závodu s hromadným startem se probojoval Krčmář, Hornig byl prvním náhradníkem (nakonec nestartoval).

### Závod smíšených dvojic
V závodě, ve kterém startovalo 27 dvojic, se zpočátku držela v čele Francie zásluhou Julie Simonové. Po dobré střelbě Niklase Hartwega se pak dostalo na první místo s malým náskokem Švýcarsko před Německem. Simonová však Švýcarku Amy Basergovou na začátku svého druhého úseku opět předjela, ale pak střílela hůře a do čela se probojoval německý tým. Po předposlední střelbě jel v čele Němec Justus Strelow tři vteřiny před Francouzem Quentinem Fillonem Mailletem.Dalších 16 vteřin zpět bylo Norsko, které se vinou horší střelby Ragnhild Femsteinevikové zpočátku ani neudržovalo mezi vedoucími týmy. Strelow však jel pomaleji a předjel jej nejdříve Fillion Maiet a v posledním sjezdu před stadionem i Nor Johannes Thingnes Bø, který tak za vítěznou Francií dojel Norsku pro stříbrnou medaili.
Český tým se zásluhou Terezy Voborníkové držel v čelní skupině a předával na pátém místě. Vítězslav Hornig však po své první střelbě vleže musel na trestné kolo a postupně klesl na 19. místo. Voborníková pak rychlou střelbou posunula českou dvojici o šest pozic dopředu, ale Hornig při poslední střelbě potřeboval všechny tři náhradní náboje, a Češi tak dojeli na 14. místě.

### Štafety
Favoritkami štafety žen byly francouzské biatlonistky, a skutečně Lou Jeanmonnotová na prvním úseku jela rychleji než všechny soupeřky a předávala s náskokem přes půl minuty. Ten její kolegyně dále navyšovaly a Julia Simonová měla na posledním úseku náskok téměř dvě minuty - v průběhu posledního kola tak už slavila zlatou medaili. Zajímavější tak byl souboj o další místa. Zpočátku se druhé udržovalo Norsko, ale Ingrid Landmark Tandrevoldová musela po střelbě vstoje na trestné kolo, a tak za Francií jelo zásluhou solidní střelby Anamarija Lampičová Slovinsko. Na třetím místě se udržovalo Slovensko, které ale na posledních úsecích ztrácelo. Maren Kirkeeideová pak posunula Norsko opět na druhé místo, když Švédka Elvira Öbergová musela po předposlední střelbě na trestné kolo. Kirkeedova zásluhou dobré střelby druhé místo udržela až do cíle. Bojovalo se o třetí místo, když na poslední střelbu společně přijíždělo Švédsko s Německem, Slovinskem a Slovenskem. Všechny tyto štafety zde chybovaly; nejrychleji však střílela Öbergová, která vybojovala bronzovou medaili před stále se zlepšujícím Rakouskem. Slovensko nakonec dojelo šesté a Slovinsko osmé.
Českou štafetu rozjížděla Jessica Jislová, která nezasáhla dva terče, ale držela se ve skupině stíhající Francii. Předávala na čtvrtém místě. Tuto pozici udržela přes tři dobíjení i Tereza Voborníková. Kateřina Pavlů pak vleže střílela pomaleji a s třemi chybám a klesla na 11. místo. Vstoje zastřílela bezchybně, ale pomalejším během ztrácela. Ilona Plecháčová od ní přebírala štafetu na 14. pozici. Střílela také s třemi chybami, ale běžela rychleji a do cíle dojela 12.
Na prvním úseku mužské štafety se pořadí měnilo – chvílemi jel v čele i Tomáš Mikyska – ale už po druhé střelbě se do čela dostala norská štafeta, která svůj náskok stále zvyšovala. Podobně se zvyšoval i odstup druhé francouzské štafety na zbytek startovního pole. Mikyska sice vinnou horší střelby předával až osmý, ale Vítězslav Hornig na druhém úseku posunul českou štafetu na třetí místo. Jonáš Mareček pak vinnou pomalejšího běhu klesl na šesté. Na třetí místo se mezitím dostalo Německo. K Philippu Hornovi se sice na posledním úseku přiblížil Švéd Sebastian Samuelsson, Horn ale střílel lépe a získal tak pro Německo za vítězným Norskem a druhou Francií bronzovou medaili. Za Norsko jel čtvrtý úsek Johannes Thingnes Bø, pro kterého to byl poslední kolektivní závod na mistrovství světa, a tak se ve svém finálovém kole několikrát loučil s diváky i ostatními závodníky. Michal Krčmář na posledním úseku nejdříve předjel americký tým, ale při poslední střelbě dvakrát chyboval a dostal se před něj bezchybný Ital Tommaso Giacomel. Český tým tak skončil šestý, čímž zopakoval nejlepší výkon ze světového poháru za poslední rok z italské Anterselvy.

### Závody s hromadným startem
Vítězkou se stala Švédka Elvira Öbergová, která získala vůbec první titul mistryně světa v kariéře. Stupně vítězů doplnily 22letá Francouzka Océane Michelonová a 21letá Norka Maren Kirkeeideová, které obě na světovém šampionátu získala první individuální cenné kovy.
Také v závodě můžu se na střelbě hodně chybovalo – žádný biatlonista nezastřílel všechny položky čistě. Po druhé střelbě odjížděl v čele Francouz Émilien Jacquelin. Johannes Thingnes Bø, pro kterého to byl poslední závod na mistrovství světa v kariéře, běžel opět rychle a první skupinu dojel. 
S šesti závodníků, kteří přijeli v čelní skupině na poslední střelbu, zastříleli čistě pouze dva Norové: Endre Strømsheim a Sturla Holm Laegreid. Ten také na trati nejdříve vedl, ale na začátku posledního stoupání jej Strømsheim předjel. Mezitím se k nim blížil Johannes Boe přesto, že po střelbě měl ztrátu 19 vteřin. Boa se držel Američan Campbell Wright, který jej na chvíli předjel, ale pak už jeho tempu nestačil.  Strømsheim na posledním úseku odjížděl od Laegreida, ke kterému se přibližoval Boe. Přestože se dostal na jeho úroveň, v cílová rovině jej už nepředjel a získal tak bronzovou medaili.
Jediný český reprezentant Michal Krčmář se po první střelbě držel ve vedoucí skupině, ale pak nesestřel celkem tři terče a dojel na 23. místě.

## Medailisté

### Muži
| Disciplína                                  | Zlato                                                                      | Výkon             | Stříbro                                                                | Výkon             | Bronz                                                                | Výkon             |
| Vytrvalostní závod (20 km) (detaily)        | Éric Perrot                                                                | 47:58,1 (0+1+0+0) | Tommaso Giacomel                                                       | 49:00,5 (0+0+0+1) | Quentin Fillon Maillet                                               | 50:07,6 (2+0+1+0) |
| Sprint (10 km) (detaily)                    | Johannes Thingnes Bø                                                       | 21:56,8 (0+0)     | Campbell Wright                                                        | 22:24,5 (0+0)     | Quentin Fillon Maillet                                               | 22:33,8 (1+0)     |
| Stíhací závod (12,5 km) (detaily)           | Johannes Thingnes Bø                                                       | 32:26,9 (1+0+1+0) | Campbell Wright                                                        | 32:35,5 (1+0+0+0) | Éric Perrot                                                          | 32:47,7 (0+1+0+0) |
| Závod s hromadným startem (15 km) (detaily) | Endre Strømsheim                                                           | 38:22,6 (1+0+0+0) | Sturla Holm Laegreid                                                   | 38:35,0 (2+0+0+0) | Johannes Thingnes Bø                                                 | 38:35,3 (1+1+2+0) |
| Štafeta (4×7,5 km) (detaily)                | NorskoEndre Strømsheim Tarjei Bø Sturla Holm Laegreid Johannes Thingnes Bø | 1:18:18,1 (0+4)   | FrancieÉmilien Claude Fabien Claude Éric Perrot Quentin Fillon Maillet | 1:19:00,0 (0+7)   | NěmeckoPhilipp Nawrath Danilo Riethmüller Johannes Kühn Philipp Horn | 1:19:54,0 (0+10)  |

### Ženy
| Disciplína                                    | Zlato                                                                                    | Výkon             | Stříbro | Výkon             | Bronz                                                                      | Výkon             |
| Vytrvalostní závod (15 km) (detaily)          | Julia Simonová                                                                           | 41:27,7 (0+0+0+1) | Ella Halvarssonová                                                                                            | 42:04,5 (0+0+0+0) | Lou Jeanmonnotová                                                          | 42:08,9 (1+0+0+0) |
| Sprint (7,5 km) (detaily)                     | Justine Braisazová-Bouchetová                                                            | 22:08,7 (1+0)     | Franziska Preussová                                                                                           | 22:18,5 (0+1)     | Suvi Minkkinenová                                                          | 22:18,7 (0+0)     |
| Stíhací závod (10 km) (detaily)               | Franziska Preussová                                                                      | 26:58,9 (0+0+0+0) | Elvira Öbergová                                                                                               | 27:38,0 (0+0+0+1) | Justine Braisazová-Bouchetová                                              | 27:39,8 (1+0+1+1) |
| Závod s hromadným startem (12,5 km) (detaily) | Elvira Öbergová                                                                          | 40:32,3 (1+1+0+0) | Océane Michelonová                                                                                            | 40:41,7 (1+1+1+0) | Maren Kirkeeideová                                                         | 40:48,8 (2+0+1+0) |
| Štafeta (4×6 km) (detaily)                    | FrancieLou Jeanmonnotová Océane Michelonová Justine Braisazová-Bouchetová Julia Simonová | 1:07:26,5 (0+4)   | NorskoKaroline Offigstad Knottenová Ingrid Landmark Tandrevoldová Ragnhild Femsteineviková Maren Kirkeeideová | 1:08:30,7 (1+8)   | ŠvédskoAnna Magnussonová Ella Halvarssonová Hanna Öbergová Elvira Öbergová | 1:09:11,0 (1+8)   |

### Smíšené štafety
| Disciplína                                  | Zlato                                                                 | Výkon                                                     | Stříbro                                                                | Výkon                                                     | Bronz                                                                       | Výkon                                                     |
| Smíšená štafeta (4×6 km) (detaily)          | FrancieJulia Simonová Lou Jeanmonnotová Éric Perrot Émilien Jacquelin | 1:04:41,5 (0+1) (0+0) (0+0) (0+1) (0+0) (0+0) (0+1) (1+3) | ČeskoJessica Jislová Tereza Voborníková Vítězslav Hornig Michal Krčmář | 1:05:55,3 (0+0) (0+1) (0+2) (0+0) (0+0) (0+3) (0+1) (0+2) | NěmeckoSelina Grotianová Franziska Preussová Philipp Nawrath Justus Strelow | 1:05:59,9 (0+2) (0+2) (0+1) (0+1) (0+2) (0+3) (0+0) (0+0) |
| Smíšený závod dvojic (6 + 7,5 km) (detaily) | FrancieJulia Simonová Quentin Fillon Maillet                          | 35:25,1 (0+0) (0+0) (0+2) (0+1) (0+1) (0+2) (0+0) (0+1)   | NorskoRagnhild Femsteineviková Johannes Thingnes Bø                    | 35:30,8 (0+3) (0+2) (0+1) (0+2) (0+2) (0+1) (0+1) (0+3)   | NěmeckoFranziska Preussová Justus Strelow                                   | 35:33,4 (0+0) (0+2) (0+1) (0+0) (0+0) (0+0) (0+0) (0+1)   |

## Medailové pořadí
Konečné pořadí:
| Pořadí | Země    | 1. místo | 2. místo | 3. místo | Celkově |
| ------ | ------- | -------- | -------- | -------- | ------- |
| 1.     | Francie | 6        | 2        | 5        | 13      |
| 2.     | Norsko  | 4        | 3        | 2        | 9       |
| 3.     | Švédsko | 1        | 2        | 1        | 4       |
| 4.     | Německo | 1        | 1        | 3        | 5       |
| 5.     | USA     | 0        | 2        | 0        | 2       |
| 6.     | Česko   | 0        | 1        | 0        | 1       |
| 6.     | Itálie  | 0        | 1        | 0        | 1       |
| 8.     | Finsko  | 0        | 0        | 1        | 1       |
|        | Celkem  | 12       | 12       | 12       | 36      |